# Lorentz Peter Lorin
Lorentz Peter Lorin, född 1 november 1759 i Röks socken i Östergötland, död 15 september 1827 i Rönö socken, Östergötland, var en svensk orgelbyggare och instrumentmakare.

## Biografi
Lorin var son till klockaren Isak Lorin och hans hustru Stina Larsdotter. Lorin flyttade till Linköping 1783 från Stockholm och gifte sig 1792. Han blev gesäll 1783 hos Pehr Schiörlin i Linköping och 1788 gesäll åt Olof Schwan i Stockholm. 18 augusti 1798 fick han hallrättens tillstånd att tillverka "alla sorter Instrumenter". Hans verksamhet verkar ha upphört runt 1819. Lorin tillverkade klaverinstrument, orglar och violiner. Han avled 15 september 1827 i Rönö socken och begravdes den 23 september samma år.
Lorin gifte sig 30 januari 1792 i Drothems socken med Anna Charlotta Hofström. Hon var född den 27 juli 1770 i Västra Ryds socken, död 5 mars 1831 i Linköping.

## Orglar
| År   | Ursprunglig kyrka   | Stift      | Bild | Manualer | Pedal | Stämmor | Bevarad orgel/fasad | Övrigt                                                             |
| ---- | ------------------- | ---------- | ---- | -------- | ----- | ------- | ------------------- | ------------------------------------------------------------------ |
| 1808 | Risinge gamla kyrka | Linköpings |      |          |       |         | Ja (delvis)/Nej     | Ersatt 1958 av en ny orgel byggd av Kemper & Sohn, Lübeck.         |
| 1812 | Drothems kyrka      | Linköpings |      |          |       |         | Nej/Nej             | Ersatt 1877 av en ny orgel byggd av E A Setterquist & Son, Örebro. |

### Ombyggnationer
| År   | Ursprunglig kyrka           | Stift      | Bild | Manualer | Pedal | Stämmor | Bevarad orgel/fasad | Övrigt |
| ---- | --------------------------- | ---------- | ---- | -------- | ----- | ------- | ------------------- | --- |
| 1802 | Runtuna kyrka               | Strängnäs  |      |          |       | 18      | ?/Nej               | Orgeln var byggd 1773 av Jacob Westervik, Stockholm och hade 8 stämmor. Den stod på västra läktaren. Lorin utökade orgeln med 10 stämmor år 1802. Ersatt 1858 av en ny orgel byggd av Carl Johan Lund, Stockholm. |
| 1805 | Bälinge kyrka, Södermanland | Strängnäs  |      |          |       |         |                     | Orgeln byggdes 1759 av Jonas Gren & petter Stråhle, Stockholm och hade 7 stämmor. Lorin utökade orgeln till 9 stämmor år 1805. Ersatt 1892 av en ny orgel byggd av E A Setterquist & Son, Örebro.                 |
| 1813 | Askeryds kyrka              | Linköpings |      |          |       |         | Ja/Ja               | Orgeln var byggd 1760 av Jonas Wistenius, Linköping. Orgeln blir tillbyggd 1770 med bihangspedal. 1793 reparerar Anders Wollander, Vimmerby orgeln. Lorin reparerar orgeln 1813 för 50 daler kopparmynt.          |
| 1823 | Åsbo kyrka                  | Linköpings |      |          |       |         |                     | |
| 1825 | Åtvids gamla kyrka          | Linköpings |      |          |       |         | Ja/Ja               | Orgeln var byggd 1751 av Jonas Wistenius, Linköping. Pehr Schiörlin reparerar orgeln 1805. Lorin reparerar orgeln 1825.                                                                                           |

## Produktion
Lista över produkter han tillverkade under sina verksamma år (1798–1823) i Linköping. Summan inom parentes visar summan för produkten.
| År   | Produkt/Arbete                                                    | Summa                    |
| ---- | ----------------------------------------------------------------- | ------------------------ |
| 1798 | Instrument                                                        | 50 daler                 |
| 1799 | 4 fioler                                                          | 4 daler kopparmynt       |
| 1800 | 2 klaver (20) och 2 fioler (5)                                    | 50 daler kopparmynt      |
| 1801 | 1 klaver (10) och 2 fioler (6)                                    | 16 daler kopparmynt      |
| 1802 | 2 klaver (40) och 4 fioler (20)                                   | 60 daler kopparmynt      |
| 1803 | Reparerat två orgelverk                                           | 150 daler kopparmynt     |
| 1804 | ?                                                                 | ?                        |
| 1805 | 1 organiserat klaver med stämmor (10) och 1 mindre klaver (33,16) | 43,16 daler kopparmynt   |
| 1806 | 1 fortepiano (53,16), två klaver (50,32) och 2 violiner (13,16).  | 116,64 daler kopparmynt  |
| 1807 | Orge Chaneste med 6 stämmor                                       | 80 daler kopparmynt      |
| 1808 | 2 fortepiano och 2 violiner                                       | 100 daler kopparmynt     |
| 1809 | 1 Orgel Klaver                                                    | 100 daler kopparmynt     |
| 1810 | Sätter in 4 stämmor i en orgel                                    | 200 daler kopparmynt     |
| 1811 | -                                                                 | -                        |
| 1812 | 2 organiserade klaver                                             | 150 daler kopparmynt     |
| 1813 | 2 klaver                                                          | 133,16 dalar kopparmynt  |
| 1814 | Reparerade instrument                                             | 110 daler kopparmynt     |
| 1815 | 1 klaver                                                          | 50 daler kopparmynt      |
| 1816 | 1 orgelverk med 6 stämmor                                         | 133,16 dalar kopparmynt. |
| 1817 | 1 orgelverk                                                       | 300 daler kopparmynt.    |
| 1818 | Utökade ett orgelverk med 2 stämmor                               | 200 daler kopparmynt     |
| 1819 | Okänt arbete                                                      | 150 daler kopparmynt     |
| 1820 | -                                                                 | -                        |
| 1821 | -                                                                 | -                        |
| 1822 | -                                                                 | -                        |
| 1823 | -                                                                 | -                        |